# Ecuadoraans voetbalelftal in 1998
Het Ecuadoraans voetbalelftal speelde slechts één interland in het jaar 1998 nadat het Zuid-Amerikaanse land zich in het voorafgaande jaar niet had weten te plaatsen voor het WK voetbal 1998 in Frankrijk. Ecuador eindigde als zesde in de CONMEBOL-zone, waarna bondscoach Francisco Maturana afzwaaide na de 5-3 nederlaag tegen Uruguay op 16 november. In het enige duel in 1998, een vriendschappelijke wedstrijd tegen Brazilië, stond Ecuador onder leiding van interim-bondscoach en oud-international Polo Carrera.

## Balans
| Wedstrijden | Wedstrijden | Wedstrijden | Wedstrijden | Doelpunten | Doelpunten | Doelpunten | Punten |
| Gespeeld    | Winst       | Gelijk      | Verlies     | Voor       | Tegen      | Saldo      | Punten |
| ----------- | ----------- | ----------- | ----------- | ---------- | ---------- | ---------- | ------ |
| 1           | 0           | 0           | 1           | 1          | 5          | –4         | 0.000  |

## Interland
|                                                       |                                                                               |       |                       |                                                                                    |
| 14 oktober Vriendschappelijk № 265 «onderlinge duels» | Brazilië                                                                      | 5 – 1 | Ecuador               | RFK Stadium, Washington D.C. Toeschouwers: 18.116 Scheidsrechter: Brian Hall (USA) |
| 14 oktober Vriendschappelijk № 265 «onderlinge duels» | Marcelinho 22' Giovane Élber 35' Cafú 70' Giovane Élber 72' Giovane Élber 78' |       | 67' Ulises de la Cruz | RFK Stadium, Washington D.C. Toeschouwers: 18.116 Scheidsrechter: Brian Hall (USA) |

## FIFA-wereldranglijst
| JAN | FEB | MAR | APR | MEI | JUN | JUL | AUG | SEP | OKT | NOV | DEC |
| --- | --- | --- | --- | --- | --- | --- | --- | --- | --- | --- | --- |
|     | 31  | 32  | 30  | 26  |     | 41  | 44  | 51  | 66  | 63  | 63  |

## Statistieken
| Jacinto Espinoza  | 1969-11-24 | LDU Quito                | 1 | 0 | 0 | 28 | 0  |
| Verdediging       |            |                          |   |   |   |    |    |
| Ulises de la Cruz | 1974-02-08 | LDU Quito                | 1 | 0 | 1 | 14 | 1  |
| Alberto Montaño   | 1970-03-23 | Santiago Wanderers       | 1 | 0 | 0 |    |    |
| Hólger Quiñónez   | 1962-08-18 | Barcelona Sporting Club  | 1 | 0 | 0 |    |    |
| Neicer Reasco     | 1977-07-23 | LDU Quito                | 1 | 0 | 0 | 1  | 0  |
| Middenveld        |            |                          |   |   |   |    |    |
| Álex Aguinaga     | 1968-07-09 | Necaxa Aguascalientes    | 1 | 0 | 0 | 68 | 17 |
| Marlon Ayoví      | 1971-09-27 | Sociedad Deportivo Quito | 1 | 0 | 0 | 1  | 0  |
| Héctor Carabalí   | 1972-02-15 | Barcelona Sporting Club  | 1 | 0 | 0 |    |    |
| Edwin Tenorio     | 1976-06-16 | Sociedad Deportiva Aucas | 1 | 0 | 0 | 1  | 0  |
| Julio Briones     | 1975-07-01 | Delfín Sporting Club     | 0 | 1 | 0 |    |    |
| José Gavica       | 1969-01-08 | Delfín Sporting Club     | 0 | 1 | 0 | 32 | 4  |
| Aanval            |            |                          |   |   |   |    |    |
| Ariel Graziani    | 1971-06-07 | Monarcas Morelia         | 1 | 0 | 0 | 15 | 9  |
| Iván Kaviedes     | 1977-10-24 | AC Perugia               | 1 | 0 | 0 | 1  | 0  |
| Nicolás Asencio   | 1975-04-26 | Tecos UAG Guadalajara    | 0 | 1 | 0 |    |    |
| Carlos Grueso     | 1975-09-18 | Club Deportivo Espoli    | 0 | 1 | 0 |    |    |

FEF · A-internationals · Bondscoaches · Selecties · Statistieken · Ecuadoraans vrouwenelftal · Olympisch elftal · Ecuador U21 · Ecuador U20 · Ecuador U18 · Ecuador U17
1938 – 1949 ·
1950 – 1959 ·
1960 – 1969 ·
1970 – 1979 ·
1980 – 1989 ·
1990 – 1999 ·
2000 – 2009 ·
2010 – 2019 ·
2020 − 2029
WK 2002 · 
WK 2006 · 
WK 2014
1938 · 
1939 · 
1940 · 
1941 · 
1942 · 
1943 · 1944 · 
1945 · 
1946 · 
1947 · 
1948 · 
1949 · 
1950 · 1951 · 1952 · 
1953 · 
1954 · 
1955 · 
1956 · 
1957 · 
1958 · 
1959 · 
1960 · 
1961 · 1962 · 
1963 · 
1964 · 
1965 · 
1966 · 
1967 · 1968 · 
1969 · 
1970 · 
1971 · 
1972 · 
1973 · 
1974 · 
1975 · 
1976 · 
1977 · 
1978 · 
1979 · 
1980 · 
1981 · 
1982 · 
1983 · 
1984 · 
1985 · 
1986 · 
1987 · 
1988 · 
1989 · 
1990 · 
1991 · 
1992 · 
1993 · 
1994 · 
1995 · 
1996 · 
1997 · 
1998 · 
1999 · 
2000 · 
2001 · 
2002 · 
2003 · 
2004 · 
2005 · 
2006 · 
2007 · 
2008 · 
2009 · 
2010 · 
2011 · 
2012 · 
2013 · 
2014 · 
2015 · 
2016 · 
2017 ·
2018 ·
2019 ·
2020 ·
2021 ·
2022
Argentinië ·
Armenië ·
Australië ·
Bolivia · 
Brazilië ·
Bulgarije ·
Canada ·
Chili ·
Colombia ·
Costa Rica ·
Cuba ·
Denemarken ·
DDR ·
Duitsland ·
El Salvador ·
Engeland ·
Estland ·
Finland ·
Frankrijk ·
Griekenland ·
Guatemala ·
Haïti ·
Honduras ·
Ierland ·
Irak ·
Iran ·
Italië ·
Jamaica ·
Japan ·
Joegoslavië ·
Jordanië ·
Kaapverdië ·
Koeweit ·
Kroatië · 
Libanon ·
Mexico ·
Nederland ·
Nigeria ·
Noord-Macedonië ·
Oeganda ·
Oman ·
Panama ·
Paraguay ·
Peru ·
Polen ·
Portugal ·
Qatar ·
Roemenië ·
Saoedi-Arabië ·
Schotland ·
Senegal ·
Spanje ·
Trinidad en Tobago ·
Turkije · 
Uruguay ·
Venezuela ·
Verenigde Staten ·
Wit-Rusland ·
Zambia ·
Zuid-Afrika ·
Zuid-Korea ·
Zweden ·
Zwitserland
Costa Rica (2006) · 
Duitsland (2006) · 
Engeland (2006) · 
Frankrijk (2014) · 
Honduras (2014) · 
Nederland (2022) · 
Polen (2006) · 
Qatar (2022) · 
Zwitserland (2014)